# Romania ai Giochi della II Olimpiade
La Romania ha partecipato ai Giochi della II Olimpiade di Parigi, con una delegazione di un atleta, Gheorghe Plagino.

## Tiro
| Evento         | Posizione | Atleta           | Punteggio |
| -------------- | --------- | ---------------- | --------- |
|                |           |                  |           |
| Fossa olimpica | 13°       | Gheorghe Plagino | 11        |
|                |           |                  |           |